# ستيفن دومينيك تشيونغ
ستيفن دومينيك تشيونغ (بالإنجليزية: Steven Dominique Cheung)‏ هو سياسي بريطاني، ولد في 7 أكتوبر 1989 في هونغ كونغ البريطانية في المملكة المتحدة.